# Phrissoma crispum
Phrissoma crispum là một loài bọ cánh cứng trong họ Cerambycidae.